# Носов Артем Миколайович
Артем Миколайович Носов (рос. Артём Николаевич Носов; 4 квітня 1985, м. Магнітогорськ, СРСР) — російський хокеїст, захисник.
Виступав за «Металург» (Магнітогорськ), «Кристал» (Саратов), «Трактор» (Челябінськ), «Мечел» (Челябінськ), «Витязь» (Чехов), «Автомобіліст» (Єкатеринбург), «Южний Урал» (Орськ), «Зауралля» (Курган), «Сибір» (Новосибірськ), ХК «Рязань», «Єрмак» (Ангарськ), «Сокіл» (Красноярськ).
У складі юніорської збірної Росії учасник чемпіонату світу 2003.